# Bankers Trust
Bankers Trust est une banque américaine.

## Historique
La banque fut fondée en 1903. Le Bankers Trust Company Building, gratte-ciel de bureaux de 165 mètres de hauteur, fut construit à New York en 1912 pour abriter certains de ses bureaux. La pyramide coiffant l'immeuble devint célèbre et fut un symbole de cet établissement bancaire.